# NGC 4814
NGC 4814 este o galaxie spirală situată în constelația Ursa Mare. A fost descoperită în 17 martie 1790 de către William Herschel. Se află la o distanță de 45,71 de megaparseci de Pământ.